# Tecnologia Automotiva Catarinense
Tecnologia Automotiva Catarinense (TAC) —  автомобильная корпорация, основанная Адольфо Сезаром душ Сантосом в 2004 году в Жоинвили, Бразилия. При финансовой поддержке BNDES завод был открыт после четырех лет строительства 13 марта 2008 года. В сотрудничестве с португальской компанией Datasul компания TAC наконец разработала внедорожник TAC Stark.  Большинство запчастей для автомобиля произведены дочерней компанией MVC Soluções em Plástico Ltda, принадлежащей Marcopolo S.A.

## История
TAC возник в 2004 году по инициативе Федерации промышленности штата Санта-Катарина и правительства Санта-Катарины с целью получить выгоду от производителей автомобильных запчастей в долине Итажаи и Большом Флорианополисе.
В 2009 году, после 5 лет разработки, компания начала производство своей первой модели Stark.
Еще в 2009 году компания начала переговоры с губернатором Сеары Сидом Гомесом о переводе своего промышленного подразделения в этот штат. Компания обосновала перенос тем, что ее основной потребительский рынок сконцентрирован в северном и северо-восточном регионах Бразилии. В 2011 году началось строительство завода в Собрале, в 2012 году правительство Сеары инвестировало около 30 миллионов реалов через Агентство развития Сеара, приобретя таким образом 15% компании.
В 2012 году компания объявила о производстве военной версии Stark IRV.  Джип будет производиться на заводе в Жоинвилле и будет оснащен израильской военной техникой.
В 2013 году были поставлены первые джипы TAC, произведенные в Собрале, с ожидаемым ежемесячным производством 3000 единиц, что значительно выше среднего, учитывая, что его главный конкурент, Troller, производил около 160 единиц в месяц.
В 2015 году китайская Zotye попыталась приобрести TAC Motors, но сделка была расторгнута. После трех лет отсутствия на рынке производитель вернулся к выпуску Stark на заказ в 2018 году.
В 2021 году было объявлено о партнерстве с бразильской холдинговой компанией, которая намеревалась распространять Stark в Африке.

## TAC Stark
В настоящее время компания производит только полноприводный TAC STARK. С 2012 года автомобиль доступен для экспорта, а также доступен в других странах. В год производится около 1200 единиц.
Stark оснащен турбодизельным промежуточным охладителем FTP 2,3 л, 16 В, одним из двух стандартных двигателей для фургонов, устанавливаемых Fiat и Iveco, поставляемых FPT — FIAT Powertrain Technologies, крупнейшим производителем силовых установок в Латинской Америке.  Двигатель, разработанный и изготовленный в Италии, с 2009 года также производится на бразильском заводе TAG в Сете-Лагоасе (Мирджиния).